# Olympische Sommerspiele 2020/Teilnehmer (São Tomé und Príncipe)
| Gelbes Symbol für Goldmedaillen mit stilisierten Olympischen Ringen | Graues Symbol für Silbermedaillen mit stilisierten Olympischen Ringen | Braundes Symbol für Bronzemedaillen mit stilisierten Olympischen Ringen |
| ------------------------------------------------------------------- | --------------------------------------------------------------------- | ----------------------------------------------------------------------- |
| —                                                                   | —                                                                     | —                                                                       |

São Tomé und Príncipe nahm an den Olympischen Spielen 2020 in Tokio mit drei Sportlern in zwei Sportarten teil. Es war die insgesamt siebte Teilnahme an Olympischen Sommerspielen.

## Teilnehmer nach Sportarten

### Kanu

#### Kanurennsport
| Athleten                                           | Wettbewerb | Vorlauf      | Vorlauf | Viertelfinale | Viertelfinale | Halbfinale    | Halbfinale    | Finale        | Finale        | Rang          |
| Athleten                                           | Wettbewerb | Zeit         | Rang    | Zeit          | Rang          | Zeit          | Rang          | Zeit          | Rang          | Rang          |
| -------------------------------------------------- | ---------- | ------------ | ------- | ------------- | ------------- | ------------- | ------------- | ------------- | ------------- | ------------- |
| Männer                                             |            |              |         |               |               |               |               |               |               |               |
| Buly da Conceição Triste                           | C-1 1000 m | 4:57,659 min | 6       | 4:55,527 min  | 7             | ausgeschieden | ausgeschieden | ausgeschieden | ausgeschieden | ausgeschieden |
| Roque Fernandes dos Ramos                          | C-1 1000 m | 5:00,977 min | 7       | 5:10,506 min  | 8             | ausgeschieden | ausgeschieden | ausgeschieden | ausgeschieden | ausgeschieden |
| Buly da Conceição Triste Roque Fernandes dos Ramos | C-2 1000 m | 4:34,880 min | 7       | 4:44,055 min  | 5             | ausgeschieden | ausgeschieden | 4:12,075 min  | 6             | 14            |

### Leichtathletik
Laufen und Gehen 
| Athleten         | Wettbewerb | Runde 1     | Runde 1 | Halbfinale    | Halbfinale    | Finale        | Finale        | Rang          |
| Athleten         | Wettbewerb | Zeit        | Rang    | Zeit          | Rang          | Zeit          | Rang          | Rang          |
| ---------------- | ---------- | ----------- | ------- | ------------- | ------------- | ------------- | ------------- | ------------- |
| Frauen           |            |             |         |               |               |               |               |               |
| D’Jamila Tavares | 800 m      | 2:16,72 min | 8       | ausgeschieden | ausgeschieden | ausgeschieden | ausgeschieden | ausgeschieden |